# Saša Papac
Saša Papac est un joueur de football né le 7 février 1980 à Mostar (Bosnie-Herzégovine).
Il joue au poste de défenseur.
Saša Papac a joué pour le NK Široki Brijeg en Première Ligue de Bosnie-Herzégovine.
Il s'est, ensuite exilé en Autriche, où il a joué au FC Kärnten puis au FK Austria Vienne en Bundesliga autrichienne.
Il joue aujourd'hui en Premier League écossaise pour les Rangers FC après avoir signé pour 450 000 livres sterling.
Il est devenu le 3e joueur de l'Austria de Vienne ayant signé aux Rangers à l'été 2006, après Libor Sionko et Filip Šebo.

## Équipe nationale
Papac a fait sa première apparition le 17 septembre 2002 en équipe de Bosnie-Herzégovine.

## Palmarès
- Vainqueur de la Scottish Premier League en 2009, 2010 et 2011
- Vainqueur du Championnat d'Autriche en 2006.
- Vainqueur de la Coupe d'Autriche en 2005.
- Vainqueur de la Coupe d'Écosse en 2008 et 2009.
- Vainqueur de la Coupe de la Ligue d'Écosse en 2008, 2010 et 2011.
- Finaliste de la Coupe de l'UEFA en 2008.

### Personnel
- Membre de l'équipe-type de Scottish Premier League en 2010 et 2009